# Ost und West-Reihe
Die Ost und West-Reihe war eine ab 1948 kurzzeitig beim Alfred Kantorowicz Verlag erschienene Buchreihe. 
Sie wurde von Maximilian Scheer und Alfred Kantorowicz herausgegeben.

## Liste (Auszug)
| Band | Jahr | Titel                                                   | Autor                 | Illustrator | Anmerkungen                         |
| ---- | ---- | ------------------------------------------------------- | --------------------- | ----------- | ----------------------------------- |
| 01   | 1948 | Freiligrath am Scheideweg. Briefe, Polemiken, Dokumente | Ferdinand Freiligrath | W. Bürger   | Mit einem Vorwort von Richard Drews |
| 02   | 1948 | Wie sie heiraten                                        | Emile Zola            | W. Bürger   |                                     |
| 10   | 1949 | Stufen                                                  | Arnold Zweig          |             |                                     |
| 13   | 1949 | Porträts. Deutsche Schicksale                           | Alfred Kantorowicz    |             |                                     |
| 14   | 1949 | Deutsche Schicksale. Neue Porträts                      | Alfred Kantorowicz    |             |                                     |